# Мезово
Мезово (пол. Mezowo) — село в Польщі, у гміні Картузи Картузького повіту Поморського воєводства.
Населення — 640 осіб (2011).
У 1975—1998 роках село належало до Ґданського воєводства.

## Демографія
Демографічна структура станом на 31 березня 2011 року:
|          | Загалом | Допрацездатний вік | Працездатний вік | Постпрацездатний вік |
| -------- | ------- | ------------------ | ---------------- | -------------------- |
| Чоловіки | 320     | 82                 | 206              | 32                   |
| Жінки    | 320     | 82                 | 191              | 47                   |
| Разом    | 640     | 164                | 397              | 79                   |